# أوف براند
«أوف براند» (بالإنجليزية: Off Brand)‏ هي الحلقة السادسة للموسم الثالث من مسلسل إيه إم سي التلفزيوني الدرامي من الأفضل الاتصال بسول، المسلسل يُعتبر بادئة من مسلسل اختلال ضال. تم بث الحلقة في 15 مايو 2017 على قناة إيه إم سي بالولايات المتحدة. خارج الولايات المتحدة، تم عرض الحلقة لأول مرة على خدمة البث نتفليكس في عدة بلدان.

## الاستقبال

### التقييمات
عند بثها، شاهد 1.72 مليون مشاهد أمريكي هذه الحلقة وحصلت على تصنيف 18-49 من 0.6 تراجعًا بمقدار عُشر من 0.7 في الأسبوع السابق. مع احتساب مشاهدة لايف+7 في الاعتبار، حصلت الحلقة على جمهور إجمالي بلغ 4.19 مليون مشاهد، وتصنيفًا بلغ 1.7 18-49.

## وصلات خارجية
- «أوف براند» على إيه إم سي (بالإنجليزية)
- «أوف براند» على قاعدة بيانات الأفلام على الإنترنت (بالإنجليزية)